# Funny How Sweet Co-Co Can Be
Funny How Sweet Co-Co Can Be je první studiové album anglické rockové skupiny The Sweet. Vydáno bylo v listopadu roku 1971 společností RCA Records. Téhož roku album vyšlo také v Západním Německu pod názvem Funny Funny, How Sweet Co-Co Can Be (rovněž mělo jiný obal). Jedná se o jediné řadové album kapely, které vyšlo pod názvem „The Sweet“ (pozdější alba vycházela bez členu „The“). Producentem alba byl Phil Wainman.

## Seznam skladeb
1. Co-Co – 3:14
2. Chop Chop – 3:00
3. Reflections – 2:52
4. Honeysuckle Love – 2:55
5. Santa Monica Sunshine – 3:20
6. Daydream – 3:13
7. Funny Funny – 2:46
8. Tom Tom Turnaround – 4:07
9. Jeanie – 2:58
10. Sunny Sleeps Late – 2:58
11. Spotlight – 2:47
12. Done Me Wrong All Right – 2:57

## Obsazení
The Sweet
- Brian Connolly – zpěv
- Steve Priest – baskytara, zpěv, doprovodné vokály
- Andy Scott – kytara, zpěv, doprovodné vokály
- Mick Tucker – bicí, doprovodné vokály
- Frank Torpey – kytara
- Mick Stewart – kytara

Ostatní hudebníci
- John Roberts – baskytara
- Phil Wainman – bicí, perkuse
- Pip Williams – kytara, aranžmá
- Fiachra Trench – aranžmá